# William Keo
William Keo est un photographe documentaire franco-cambodgien, né en 1996 à Paris, en France. Il est membre nommé de l’agence Magnum Photos depuis 2021.

## Biographie
William Keo est né en 1996 à Paris de parents ayant fui le génocide perpétré par Pol Pot et les Khmers rouges durant guerre civile cambodgienne. Il grandit à Aulnay-sous-Bois, ville de Seine-Saint-Denis et étudie la direction artistique à Paris. À 18 ans, pendant ses études, il devient photographe pour des ONG et couvre pour la première fois des conflits et crises humanitaires.
Entre 2016 et 2022, il documente la crise des réfugiés syriens au Liban et en Turquie et couvre la situation des Syriens après la chute de l'organisation État Islamique en Syrie pour le National Geographic, ainsi que la traque des djihadistes en Irak.
Il travaille pendant quelques années en tant que directeur artistique pour des agences de publicité avant de devenir photojournaliste : 

« Je veux montrer la complexité du monde et des situations dans lesquelles je me trouve. J'essaie de montrer les deux côtés d'une histoire, même si je ne suis pas d'accord avec elle. Il n'y a pas de vérité absolue. »

En 2017, il couvre la guerre au Darfour pour Vice et la crise des réfugiés Rohingyas au Bangladesh. En 2018, il retourne au Darfour et voyage pour la première fois au Donbass en Ukraine, du côté pro-russe, dans la république populaire de Donetsk et documente l'invasion de l'Ukraine par la Russie en 2022 pour les journaux Libération et l'Obs,,,.
Depuis 2018, il couvre l'actualité en France avec la crise des migrants en banlieue et à Calais, le mouvement des gilets jaunes, les manifestations pour l'affaire Adama Traoré, l'élection présidentielle française de 2022 avec les candidats Éric Zemmour et Marine Le Pen et les services publics,,,.
En septembre 2021, il rejoint l’agence Magnum Photos en tant que membre nommé lors de la 74e assemblée générale de l'agence à Paris. La même année, il est sélectionné pour la Grande commande nationale de la Bibliothèque nationale de France et documenter les services publics après la pandémie de Covid-19.
William Keo vit et travaille à Paris. Il documente sur les thèmes de la migration, de l'exclusion sociale et de l'intolérance intercommunautaire.

## Distinctions
- 2018 : Finaliste du Grand Prix Paris Match du photoreportage [17]
- 2022 : Grande commande nationale du Ministère de la Culture et de la Bibliothèque Nationale de France[18]